# Krigsåret 1995

## Pågående krig
- Bosnienkriget (1992-1995)[1]
  - Bosnien och Hercegovina, NATO, Kroatiska republiken Herceg-Bosna och Kroatien på ena sidan
  - Republika Srpska på andra sidan

- Cenepakriget (1995)
  - Ecuador på ena sidan
  - Peru på andra sidan

- Första Tjetjenienkriget (1994-1996)
  - Ryssland på ena sidan
  - Tjetjenien på andra sidan

- Kroatiska självständighetskriget (1991-1995)[1]
  - Kroatien på ena sidan
  - Jugoslaviens armé, JNA och Republika Srpska Krajina på andra sidan.

## Händelser

### Januari
- Januari - Ryssland gör flyganfall på Groznyj (Första Tjetjenienkriget).
- 8 januari - Vapenvilan i Sri Lanka mellan LTTE och regeringen träder i kraft.[2]
- 27 januari - 50-årsminnet av Röda arméns intåg i Auschwitz uppmärksammas.[2]

### Februari
- 10 februari - Ubåtskränkningarna mot Sverige har upphört enligt en rapprot av Owe Wiktorin.[2]
- 13 februari - 50-årsminnet av flygbombningarna av Dresden 1945 uppmärksammas.[2]

### Mars
- 3 mars - FN-aktionen i Somalia avslutas efter över två år.[2]
- 20 mars - Turkiska styrkor slår till mot PKK-fästen i norra Irak.[2]
- 30 mars - En FN-styrka på 6 000 man, under amerikanskt befäl, tar över ansvaret för säkerheten i Haiti.[2]

### April
- 22 april - Styrkor ur Rwandas Tutsidominerade regeringsarmé massajrerar cirka 5-8 000 människor i en attack mot hutuflyktingar i Kibeho i Rwanda.[2]
- 26 april - I Haag inleds den första krigsförbrytartribunalen sedan andra världskriget, och gäller Bosnienkriget. Serben Dušan Tadić står åtalad i Haagtribunalen.[2]

### Maj
- 7 maj - 50-årsminnet av andra världskrigets slut 1945 uppmärksammas.[2]
- 25 maj - NATO-stridsflyg bombar ett ammunitionsförråd i närheten av Pale sydost om Sarajevo.[2]
- 26 maj - Minst 42 personer dödas vid en LTTE-attack mot byn Kallarawa i Sri Lanka.[2]

### Juli
- 14 - Ratko Mladićs bosnienserbiska styrkor begår Srebrenicamassakern.

### Augusti
- 4 - Kroatien inleder Operation Storm för att driva ut de sista serbiska trupperna ut ur landet. Operationen förstör nästan all serbisk krigskapacitet.[2]
- 6 augusti - 50-årsminnet av Hiroshimabomben uppmärksammas.[2]
- 30 augusti - NATO-stridsflygplan angriper serbiska artilleriställningar i Bosnien och Hercegovina.[2]

### September
- 29 september - Det första tvåsitsiga JAS-flygplanet visas i Linköping.[2]

### Oktober
- 5 oktober - Mertil Melin utses till ny arméchef i Sverige.[2]
- 12 oktober - En 60 dagars vapenvila inleds i Bosnien och Hercegovina.[2]
- 20 oktober
  - Minst 29 personer dödas och ungefär lika många skadas då en LTTE-grupp spränger två stora oljedepåer i Colombo.[2]
  - Willy Claes avgår som generalsekreterare för NATO.[2]
- 25 oktober - Israels soldater inleder återtåg från Jenin på Västbanken.[2]

### November
- 15 november - UNHCR meddelar att 50 miljoner människor i världen befinner sig på flykt.[2]
- 21 - I Dayton i USA inleds fredsförhandlingar för att få slut på inbördeskriget i Bosnien och Hercegovina.

### December
- 5 december - Spaniens generalsekreterare Javier Solana utses till ny generalsekreterare för NATO.[2]
- 14 - I Paris i Frankrike sluts fred i Bosnien och Hercegovina.
- 20 december - NATO övertar befälet i Bosnien och Hercegovina.[2]

## Avlidna
- 19 juni - Peter Townsend, 80, brittisk överste under andra världskriget.[2]

### Fotnoter
1. 1 2  ”World Statesmen”. http://www.worldstatesmen.org/WARS.html. Läst 28 juni 2011.
2. 1 2 3 4 5 6 7 8 9 10 11 12 13 14 15 16 17 18 19 20 21 22 23 24 25   Horisont 1995. Bertmarks